# Флаг Маньчжоу-Го
Флаг Маньчжоу-Го представлял собой изображение четырёх горизонтальных полос красного, синего, белого и чёрного цвета на жёлтом фоне. Жёлтый цвет символизировал маньчжуров, красный — ханьцев, синий — монголы, белый — японцев, а чёрный — корейцев. Флаг был утверждён в 1932 году.

## Другие флаги Маньчжоу-Го
- Императорский штандарт
- Флаг армии и военно-морского флота
- Флаг министра обороны
- Флаг адмирала
- Флаг вице-адмирала
- Флаг контр-адмирала
- Флаг командора
- Флаг командующего флотом
- Флаг торгового флота
- Почтовый флаг
- Флаг морского транспорта
- Флаг береговой охраны
- Эмблема военной авиации
- Эмблема гражданской авиации